# Переменная звезда
Переме́нная звезда́ — любая звезда, у которой обнаружено изменение видимого блеска со временем. Более строго — переменными можно считать те звёзды, у которых видимый блеск вне атмосферы в ультрафиолетовом, видимом или инфракрасном диапазоне изменялся с такой амплитудой, чтобы это было обнаружимо при достигнутой точности фотометрических наблюдений, за срок, в который производились наблюдения соответствующей точности.
Характер переменности звёзд может сильно различаться: изменения блеска могут быть как строго периодическими, так и нерегулярными, у них может быть разная амплитуда и период и длительность изменений. Переменность характеризуется кривой блеска — функцией видимой звёздной величины в зависимости от времени. Переменность может быть вызвана большим количеством разных процессов и она не является постоянным свойством звезды, а возникает и исчезает на определённых стадиях эволюции. Например, если у звезды возникают периодические пульсации, она меняет свой размер и температуру поверхности, из-за чего её блеск также изменяется. Если в двойной системе происходят покрытия звёздами друг друга, то блеск системы периодически снижается. Перетекание вещества с одной звезды на другую может приводить к вспышкам новых и сверхновых звёзд. Кроме этих механизмов переменности, существуют и многие другие.
Классификация переменных звёзд учитывает различные свойства звёзд и в ней выделяются сотни типов переменных, причём некоторые звёзды не могут быть отнесены ни к одному из них. Системы классификации разрабатывались долгое время и не координировались, и в результате современная схема, принятая в Общем каталоге переменных звёзд, является довольно громоздкой и в первую очередь эмпирической. Различные типы переменности звёзд можно отнести к одной из двух больших групп: к физической переменности или к геометрической. В первом случае у звезды меняется собственная светимость из-за каких-либо физических процессов, и эта группа подразделяется на пульсирующие, эруптивные и катаклизмические переменные, а также рентгеновские двойные. Во втором случае видимый блеск меняется из-за внешних эффектов, среди геометрических переменных выделяют вращающиеся переменные и затменные двойные. В каждой из этих категорий, в свою очередь, также выделяют отдельные типы переменности (например, звёзды двойной периодичности).
Существовавшие в древности философские представления предполагали, что звёзды по своей природе являются постоянными объектами, поэтому целенаправленный поиск переменных звёзд не производился. При этом были известны новые звёзды, которые неожиданно появлялись на небе, а через некоторое время исчезали, но их не рассматривали наравне с обычными звёздами, а считали «звёздами-гостьями», как и кометы. К новым звёздам также относили и сверхновые. Первой открытой переменной звездой, кроме новых и сверхновых, была Мира. В 1596 году Давид Фабрициус открыл эту звезду, когда она имела вторую звёздную величину, и обнаружил, что её блеск постепенно снижается. Затем она перестала быть доступной для наблюдений, и Фабрициус перестал следить за той областью неба, но в 1609 году снова её обнаружил. Поначалу число известных переменных звёзд росло медленно, но распространение фотографии ближе к концу XIX века позволило открывать их в больших количествах.

## Определение
Упрощённо можно считать звезду переменной, если у неё со временем меняется видимая звёздная величина (блеск), без учёта причин этой переменности. При этом исключаются явления видимой переменности, связанные с атмосферой Земли: например, мерцание звёзд или изменения в прозрачности атмосферы. Однако подобное определение является слишком всеобщим: например, все звёзды подвержены эволюции, но в абсолютном большинстве случаев блеск изменяется слишком медленно, чтобы изменения можно было заметить. Следовательно, определение переменности нужно некоторым образом ограничить.
Во-первых, требуется, чтобы переменность можно было обнаружить с точностью, которая достигается современными приборами наблюдения. Это, в частности, означает, что звёзды, которые считались постоянными, могут со временем стать переменными. Например, в начале XX века невозможно было выявить переменность менее 0,1 звёздной величины, и звёзды с переменностью такого масштаба считались постоянными, однако с тех времён было выделено большое количество типов переменных, у которых амплитуда изменений блеска не превышает нескольких сотых звёздной величины. Если изменения блеска наблюдались лишь в прошлом, а в настоящее время перестали наблюдаться из-за того, что стали слабее или вообще прекратились, звезда всё равно считается переменной.
С этим требованием связано и то, что изменения блеска должны проявляться на не слишком больших промежутках времени. Например, эволюция звёзд может приводить к большим изменениям блеска, но в абсолютном большинстве случаев идёт очень медленно, и за всю историю наблюдений с современной точностью не успевает в достаточной степени проявиться. Лишь в некоторых случаях, например, при вспышках сверхновых, эволюционные изменения оказываются наблюдаемыми. Также на начало XXI века не обнаружено изменений блеска, связанных с изменением расстояния до звезды, однако ожидается, что с развитием наблюдательной техники и увеличением времени наблюдений переменность такого рода тоже будет обнаружена.
Наконец, переменными звёздами принято считать только те, у которых изменения блеска наблюдаются только в ультрафиолетовом, видимом или инфракрасном диапазоне. Также в звёздах иногда наблюдаются изменения в спектре, которые должны сопровождаться фотометрической переменностью, так как методами фотометрии возможно выделить отдельные спектральные линии. Тем не менее звезду к переменным относят только после того, как напрямую обнаруживают у неё фотометрическую переменность.
Таким образом, переменными можно считать те звёзды, у которых видимый блеск вне атмосферы в ультрафиолетовом, видимом или инфракрасном диапазоне изменялся с такой амплитудой, чтобы это было обнаружимо при достигнутой точности фотометрических наблюдений, за срок, в который производились наблюдения соответствующей точности. Несмотря на то, что такое определение соответствует практике составления каталогов переменных звёзд, оно не было утверждено Международным астрономическим союзом, как и какое-либо другое.

## Основные сведения

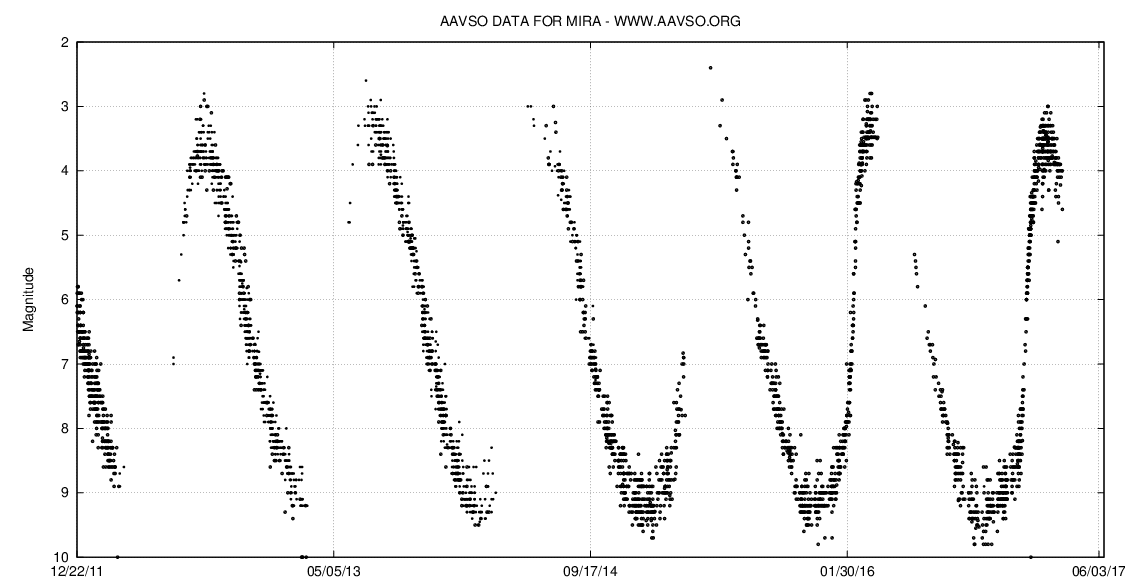
Кривая блеска Миры

Переменность звёзд может быть вызвана большим количеством различных процессов. Характер переменности может быть очень разным: изменения блеска могут быть как строго периодическими, так и нерегулярными. Интенсивность излучения от звезды может меняться как на несколько миллионных долей, так и в тысячи раз, а эти изменения могут происходить как за секунды или даже быстрее, так и за столетия.
Переменность не является постоянным свойством звезды, а возникает и исчезает на определённых стадиях эволюции и может принимать различный характер на разных этапах эволюции. Изучение характера переменности позволяет определять различные свойства звёзд, а если известна собственная светимость переменных определённого типа, то по наблюдению таких звёзд в звёздных системах можно определять расстояние до них.

### Кривые блеска
Переменность звезды описывается кривой блеска — функцией видимой звёздной величины в зависимости от времени, или, более строго, временным рядом соответствующих наблюдательных данных. Кривой блеска также называют графическое представление этих данных.
Изменения блеска могут быть периодическими, и, например, моменты максимума или минимума могут выражаться по формуле {\textstyle T_{E}=T_{0}+PE}. Здесь {\displaystyle P} — период переменности, {\displaystyle T_{0}} — эпоха произвольного максимума или минимума, а {\displaystyle E} — количество периодов, прошедших с момента {\displaystyle T_{0}}. Тогда можно говорить о фазе {\textstyle \Phi ={\Big \{}{\frac {T-T_{0}}{P}}{\Big \}}}, где {\displaystyle T} — момент наблюдения с максимумом или минимумом блеска. Фигурные скобки обозначают дробную часть числа, то есть, фаза — доля времени, прошедшего между предыдущим максимумом блеска и текущим моментом, от периода. Фаза меняется от 0 до 1 и часто удобно рассматривать кривые блеска, которые представляют зависимость блеска от фазы.
К некоторому рассеянию точек, соответствующих результатам наблюдений, на кривой блеска могут приводить не только погрешности измерений, но и неточность в определении периода и вариации периода со временем. Если период изменения блеска приблизительно известен, то для его уточнения можно построить диаграмму O−C: она отображает разность наблюдаемого момента максимума блеска ({\displaystyle O}, от англ. observed) и вычисленного по формуле {\textstyle T_{E}=T_{0}+PE} ({\displaystyle C}, от англ. calculated) в зависимости от {\displaystyle E}. Например, если {\displaystyle T_{0}} и {\displaystyle P} определены правильно и {\displaystyle P} не меняется, то наблюдаемый и вычисляемый момент всегда будут совпадать, и {\displaystyle O-C} всегда будет равно нулю, а если {\displaystyle P} определено неверно, то {\displaystyle O-C} будет возрастать линейно, на величину ошибки с каждым максимумом. Если же, например, период изменений блеска равномерно возрастает, то точки на диаграмме будут образовывать параболу: с каждым максимумом {\displaystyle O-C} будет увеличиваться на всё большую величину.

### Изучение
Официальной каталогизацией и классификацией переменных звёзд занимается Общий каталог переменных звёзд (ОКПЗ), в 2017 году была издана его версия 5.1. Переменную звезду добавляют в ОКПЗ только после того, как её изменчивость была подтверждена. В то же время существуют специальные каталоги для звёзд, переменность которых ещё не подтверждена и находится под вопросом. Всего известны сотни тысяч звёзд, переменность которых установлена или хотя бы подозревается, и ещё десятки тысяч — в других галактиках. К переменным звёздам относится и Солнце.
Изучение переменных звёзд — одна из областей астрономии, в которую вклад могут внести астрономы-любители: в частности, они нередко открывают новые переменные. Это связано, например, с большим количеством переменных звёзд, так что профессионалы не могут отслеживать их все; некоторые из переменных меняют свой блеск непредсказуемо, а у других длительность изменений очень велика, и их исследование в рамках одной наблюдательной программы затруднительно. Часто астрономы-любители координируют свои наблюдения друг с другом: одна из наиболее известных подобных групп — Американская ассоциация наблюдателей переменных звёзд (AAVSO).

## Классификация

Области на диаграмме Герцшпрунга — Рассела, занимаемые некоторыми типами переменных звёзд

Идеальная схема классификации переменных должна на основе наблюдаемых данных разделять объекты с разными физическими свойствами и группировать сходные, но на практике этого трудно достигнуть. Переменные звёзды удобно исследовать по кривым блеска (см. выше) и по их положению на диаграмме Герцшпрунга — Рассела, что уже позволяет выделить большое количество типов переменных. Однако, например, классические цефеиды и цефеиды II типа, относящиеся к разным звёздным населениям, таким образом разделить не удаётся и для этого приходится учитывать другие свойства звёзд. В то же время гипотетическая схема классификации, которая бы разделяла звёзды по их механизмам переменности, была бы трудна в практическом использовании.
Классификация переменных звёзд разрабатывалась длительное время (см. ниже), но никак не координировалась, в результате чего существующая классификация переменных является довольно громоздкой и в первую очередь эмпирической. Системы классификации, принятой Международным астрономическим союзом, не существует, но принятая ОКПЗ схема считается наиболее официальной. Она учитывает такие свойства звёзд, как кривая блеска, температура, светимость и звёздное население. Выделяются сотни типов переменных, причём некоторые звёзды уникальны и не могут быть отнесены ни к одному из них. Иногда переменность разных типов может сочетаться у одной и той же звезды.
Различные типы переменности звёзд можно отнести к одной из двух больших групп: к физической переменности или к геометрической. В первом случае у звезды меняется собственная светимость из-за каких-либо физических процессов, таких как пульсации или сброс оболочек, что приводит к изменениям блеска. Во втором случае видимый блеск меняется из-за внешних эффектов, например, из-за покрытий звёздами друг друга или вращения звезды, покрытой пятнами.
Физические переменные звёзды подразделяются на пульсирующие, эруптивные и катаклизмические переменные, а также рентгеновские двойные. Среди геометрических переменных выделяют вращающиеся переменные и затменные двойные. В каждой из этих категорий, в свою очередь, также выделяют отдельные типы переменности. В соответствующих разделах приведены наиболее важные типы переменных звёзд.

### Пульсирующие переменные

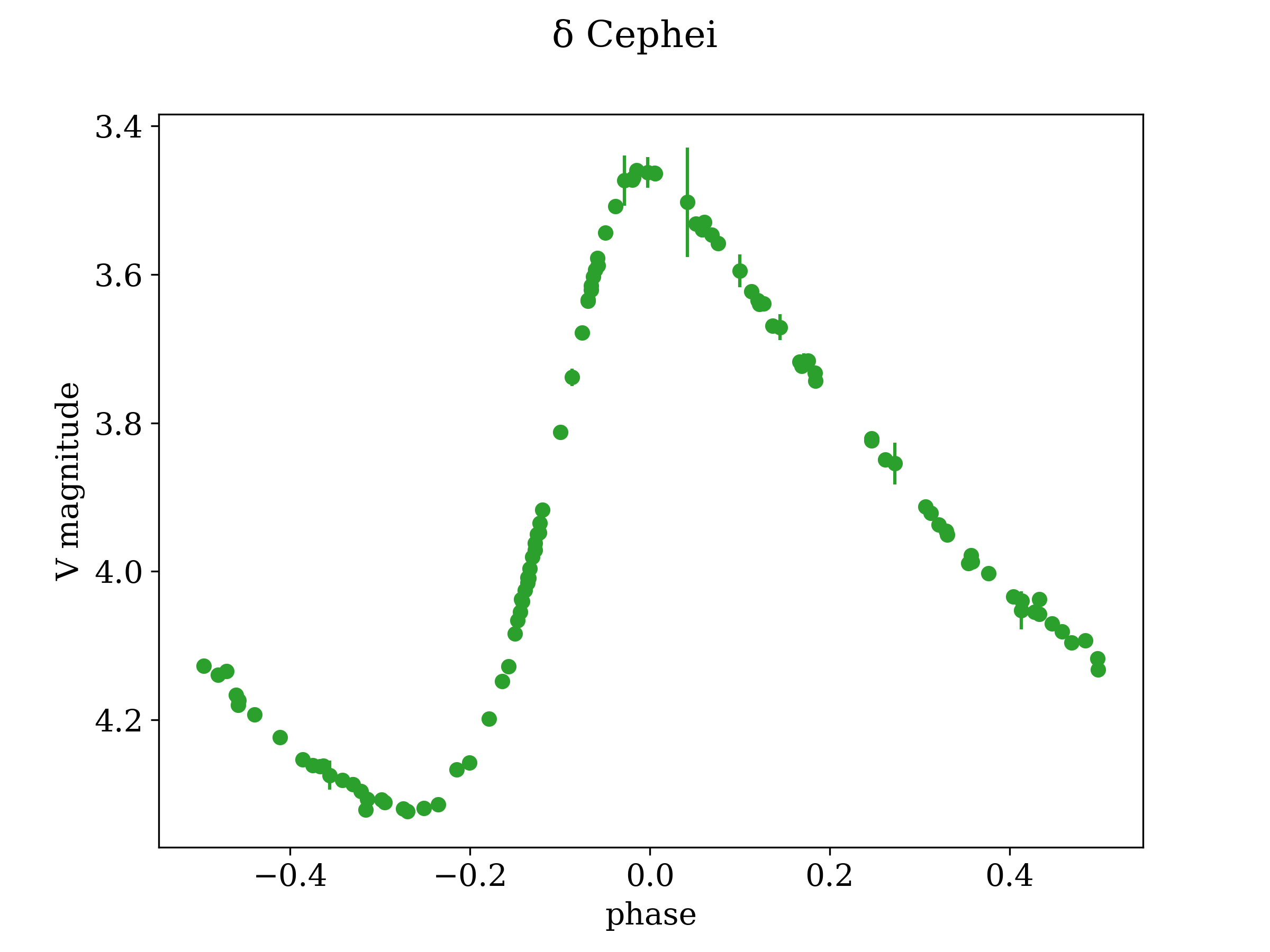
Кривая блеска Дельты Цефея, относящейся к классическим цефеидам

Пульсирующие переменные меняют свою светимость из-за поочерёдного расширения и сжатия внешних слоёв и изменения их температуры. Минимальный и максимальный радиус звезды при пульсациях может отличаться в два раза, но обычно изменения размеров не так велики, и основной вклад в изменение светимости вносит изменение температуры поверхности.
Вне зависимости от механизма, фундаментальный период колебаний звезды {\displaystyle P} связан с её средней плотностью {\displaystyle \rho } как {\textstyle P\propto {\frac {1}{\sqrt {\rho }}}}. Поскольку при длительных наблюдениях даже небольшие изменения периода могут быть обнаружены (см. выше), то можно выявить медленное изменение плотности в результате эволюции звезды. Кроме пульсаций в фундаментальном периоде возможны пульсации в обертонах с другим периодом. Пульсации могут быть как радиальными — сферически симметричными, так и нерадиальными — во втором случае сферическая форма звезды не сохраняется.

#### Механизмы пульсаций
Если звезда выводится из гидростатического равновесия, например, расширяется, то она стремится вернуться в исходное положение. Однако свободные колебания звёзд быстро затухают, поэтому для того, чтобы колебания происходили длительное время, должен присутствовать механизм преобразования тепловой энергии звезды в механическую энергию колебаний.
Один из распространённых механизмов пульсаций — каппа-механизм, где основную роль играет меняющаяся непрозрачность звёздного вещества. Например, у звёзд средней температуры на некоторой глубине располагается зона двукратной критической ионизации гелия — слой звезды, где температура составляет несколько тысяч кельвинов. В определённое время гелий в ней однократно ионизован и при сжатии часть выделяемой энергии уходит не на нагрев, а на ионизацию вещества. Из-за этого температура слоя меняется слабо, зато увеличивается его плотность, что приводит к повышению непрозрачности и задержке энергии в слое. При следующем расширении звезды происходит рекомбинация вещества, из-за чего слой отдаёт больше энергии.
Для того, чтобы пульсации поддерживались таким механизмом, зона двукратной критической ионизации гелия должна располагаться на оптимальной глубине, которая достигается при определённой температуре поверхности звезды. Таким образом, звёзды, у которых реализуется такой механизм, на диаграмме Герцшпрунга — Рассела находятся на полосе нестабильности. Несколько типов переменных звёзд пульсируют именно благодаря каппа-механизму: это, например, цефеиды, переменные типа RR Лиры, Дельты Щита и ZZ Кита. Существуют пульсирующие переменные и других типов, расположенные вне полосы нестабильности — для них механизм переменности обычно также представляет собой каппа-механизм. Например, в переменных типа Беты Цефея, температура которых значительно выше, чем у звёзд полосы нестабильности, пульсации поддерживаются ионами железа.

#### Некоторые типы пульсирующих переменных
Один из важнейших типов пульсирующих переменных звёзд — цефеиды. Эти звёзды — сверхгиганты спектральных классов F—K с периодами обычно от 1 до 50 суток и амплитудами — 0,1—2,5m. Выделяется два основных типа таких звёзд — классические цефеиды и цефеиды II типа, и для обоих типов существует зависимость между периодом и светимостью. Она позволяет использовать их как стандартные свечи: из периода цефеид можно определять их абсолютную звёздную величину, и, сравнив последнюю с видимым блеском, определить расстояние до звезды. Благодаря высокой светимости, цефеиды наблюдаются не только в нашей, но и в других галактиках.
Другой важный тип пульсирующих звёзд — переменные типа RR Лиры. Их периоды обычно составляют менее суток, а амплитуды меньше, чем таковые у цефеид. Эти звёзды распространены в шаровых скоплениях и имеют практически одну и ту же абсолютную звёздную величину, поэтому также используются как стандартные свечи. Мириды — сверхгиганты спектральных классов M, S и C. Периоды их пульсаций обычно составляют 100—500 суток, а типичная амплитуда изменений блеска — 6m. У медленных неправильных и у полуправильных переменных пульсации имеют нерегулярный характер, а их причины плохо изучены.

### Эруптивные переменные
Эруптивные переменные меняют свой блеск резко и непредсказуемо. Эти изменения вызваны активностью или вспышками в хромосфере и в короне, такая активность нередко сопровождаются усилением звёздного ветра и потерями массы. Иногда к эруптивным переменным причисляют катаклизмические переменные (см. ниже).

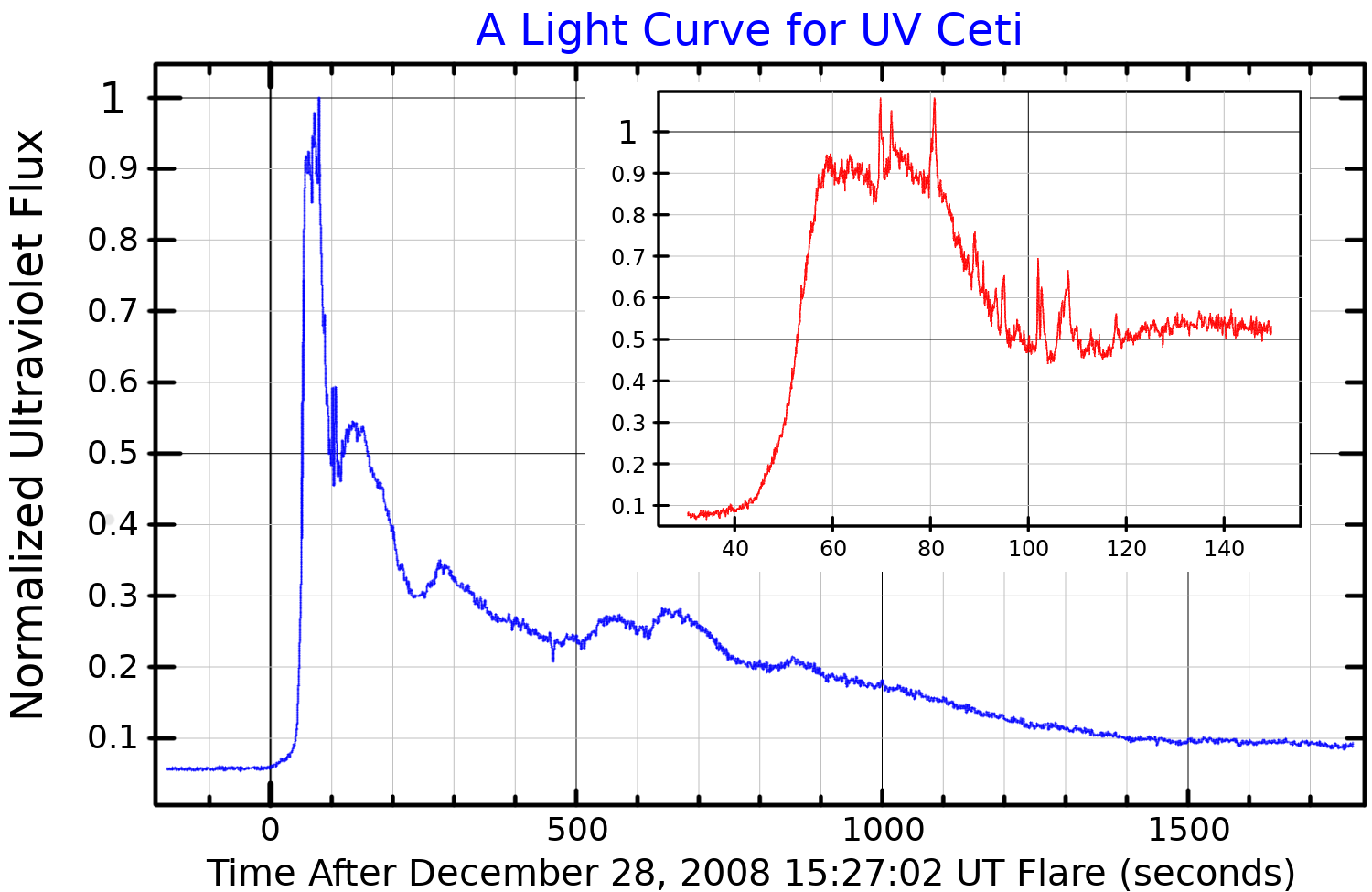
Кривая блеска UV Кита — вспыхивающей звезды, в ультрафиолетовом диапазоне

В отличие от других категорий переменных звёзд, не существует общего механизма, который вызывает изменения блеска у всех эруптивных переменных. У звёзд различных типов активность и вспышки объясняются разными механизмами и плохо изучены.

#### Некоторые типы эруптивных переменных
К эруптивным переменным относятся вспыхивающие звёзды (также известные как переменные типа UV Кита), которые являются молодыми оранжевыми карликами и ещё чаще красными карликами. Из-за возмущений в магнитных полях на поверхностях этих звёзд происходят вспышки, подобные солнечным, но значительно более сильные относительно светимости самой звезды — во время вспышки звезда может стать на 4—5 звёздных величины ярче, чем обычно. Вспышки наблюдаются и в оптическом диапазоне, но особенно сильны на коротких волнах: в ультрафиолетовом, рентгеновском и гамма-диапазонах, а также сопровождаются повышением потока в радиодиапазоне. Вспышка обычно достигает максимума за несколько секунд, а на затухание уходит от нескольких минут до часов, одна и та же звезда может вспыхивать несколько раз в сутки. Из-за того, что оранжевые и красные карлики составляют около 90 % всех звёзд, вспыхивающие звёзды — самый распространённый тип переменных в нашей Галактике.
Орионовы переменные — группа эруптивных переменных, включающая в себя такие объекты, как фуоры и звёзды типа T Тельца. Все эти объекты — молодые звёзды, связанные с туманностями. Их изменения блеска носят неправильный характер и связаны с нестабильностями в аккреционных дисках. Ещё один тип — переменные типа R Северной Короны. Они отличаются от большинства эруптивных переменных тем, что в обычном состоянии они находятся в максимуме блеска и непредсказуемым образом уменьшают свой блеск в масштабах до 10 звёздных величин, после чего в течение нескольких лет возвращаются к исходной яркости.

### Катаклизмические переменные

Кривые блеска сверхновых некоторых типов

Изменения блеска катаклизмических переменных вызваны термоядерными взрывами на поверхности или внутри таких звёзд. К катаклизмическим переменным также относят звёзды, у которых не обнаружено термоядерных взрывов, но наблюдаются похожие кривые блеска, либо они по некоторым параметрам похожи на другие катаклизмические переменные в минимуме блеска. Такие звёзды называют новоподобными, в противоположность взрывным, где термоядерные взрывы случаются. Большинство катаклизмических переменных, включая новоподобные, представляют собой тесные двойные системы, где присутствует белый карлик, на который перетекает вещество со второго компонента.

#### Некоторые типы катаклизмических переменных
Сверхновые звёзды относятся к катаклизмическим переменным. При их вспышке абсолютные звёздные величины сверхновых, в зависимости от типа, за срок около двух недель достигают от −16m до −20m, так что их светимости становятся сравнимы со светимостью небольших галактик, а затем начинают спадать. По наблюдаемым параметрам сверхновые делятся на несколько типов, но существует всего два механизма их вспышек. Вспышки сверхновых типа Ia происходят, когда в двойной системе из-за перетекания вещества на белый карлик его масса превышает предел Чандрасекара ― тогда в ядре белого карлика начинаются термоядерные реакции с участием углерода, приводящие к разрушению звезды и выбросу её вещества, что наблюдается как вспышка сверхновой. Остальные типы сверхновых возникают при коллапсе ядра массивной звезды на поздних стадиях её эволюции, при этом также выделяется большое количество энергии, а звезда разрушается.
Новые звёзды делятся на несколько типов, но все обладают сходными кривыми блеска с резким повышением яркости и принадлежат двойным системам, где происходит аккреция вещества на белый карлик. Так, классические новые при вспышке повышают свой блеск на величину обычно от 7m до 16m за несколько суток, а затем медленно возвращаются к изначальной яркости. Хотя звезда при этом не разрушается, вспышки классических новых для каждой звезды за историю наблюдений происходили лишь однократно, что связано с очень большим периодом повторения вспышек — более 3000 лет. У повторных новых вспышки происходят с периодом в несколько десятилетий, но блеск повышается на меньшую величину. Вспышки звёзд этих двух типов объясняются одинаково: когда на поверхности белого карлика скапливается достаточно вещества, в этом веществе начинают быстро идти термоядерные реакции, из-за чего повышается светимость и сбрасывается часть оболочки, что и наблюдается как вспышка новой звезды. У карликовых новых повышение блеска ещё меньше — на 2—6m, а вспышки повторяются с интервалом менее года, но термоядерных взрывов на их поверхности не происходит: изменение блеска в них связано с нестабильностями в аккреционном диске, когда последний достигает достаточно высокой плотности.

### Рентгеновские двойные
Тесные двойные системы, излучающие в рентгеновском диапазоне, называются рентгеновскими двойными. Такие объекты проявляют переменность в оптическом диапазоне и составляют отдельную группу переменных звёзд.
В рентгеновских двойных один из компонентов — компактный объект, вокруг которого образуется аккреционный диск из вещества со второй звезды. Вещество нагревается до очень высоких температур, что и создаёт рентгеновское излучение. Часть этого излучения попадает на вторую звезду и нагревает область на её поверхности, которая начинает светиться ярче в оптическом диапазоне, из-за чего и возникает оптическая переменность. Различные типы рентгеновских двойных, такие как поляры, барстеры и рентгеновские пульсары имеют переменность разного характера, её амплитуда может составлять несколько звёздных величин.

### Вращающиеся переменные
Вращающиеся переменные имеют неравномерное распределение яркости на поверхности или эллиптическую форму, что может быть вызвано различными факторами, такими как наличие пятен на поверхности звезды. При вращении вокруг оси их видимый блеск с точки зрения наблюдателя изменяется.

#### Некоторые типы вращающихся переменных
Переменные типа BY Дракона — красные и оранжевые карлики, переменность которых связана с пятнами на их поверхности. Амплитуда их изменений блеска может достигать 0,3m, а период ― от менее чем суток до 120 дней. Переменные типа BY дракона часто являются вспыхивающими звёздами (см. выше). Переменные типа Альфы² Гончих Псов ― звёзды главной последовательности со спектральными классами B—A, обладающие сильным магнитным полем и оттого неравномерным распределением на поверхности таких химических элементов, как железо, кремний и хром. Их периоды изменения блеска варьируются от 0,5 до 160 суток, а амплитуды обычно не превышают 0,1m.
Эллипсоидальные переменные находятся в двойных системах, где звёзды достаточно близки друг к другу и из-за приливного взаимодействия между ними их формы отличаются от сферических. При движении этих звёзд по орбитам меняется видимая наблюдателем площадь поверхности звёзд, а период переменности совпадает с орбитальным периодом системы. Амплитуда переменности при этом не превышает 0,1m.

### Затменные двойные

Кривая блеска Алголя

Кривая блеска Беты Лиры

В затменных двойных системах периодически происходит покрытие звёздами друг друга, что приводит к снижению блеска системы на время покрытия, также к этому классу относят звёзды, у которых наблюдается прохождение экзопланет по их диску. Для этого необходимо, чтобы наблюдатель находился достаточно близко к плоскости орбиты системы. Затменные двойные могут классифицироваться не только по виду общей кривой блеска, но также по физическим характеристикам компонент и по степени заполнения компонентами их полостей Роша. Прохождение звёзд друг перед другом может чередоваться, тогда в кривой блеска будет два минимума разной глубины, но также вторичный минимум может отсутствовать.

#### Некоторые типы затменных двойных
По виду кривых блеска можно выделить переменные типа Алголя, переменные типа Беты Лиры и переменные типа W Большой Медведицы. В первом случае вне затмений блеск остаётся практически постоянным ― это значит, что обе звезды в системе сохраняют сферическую форму или близкую к ней, а периоды могут составлять от 0,2 суток до более чем 10000 дней. Во втором случае форма звёзд оказывается эллипсоидальной из-за приливных взаимодействий, а кривая блеска становится более гладкой. Переменные типа W Большой Медведицы представляют собой тесные двойные системы, где обе звезды заполняют свои полости Роша и соприкасаются, а минимумы блеска практически равны по глубине.

## Обозначения
Система обозначений переменных звёзд, сложившаяся исторически, относительно сложна. Если переменная звезда не получила обозначения Байера (как, например, Дельта Цефея или Бета Персея), то для неё вводится обозначение по созвездию, в котором она находится, в порядке обнаружения. Первые 9 звёзд в созвездии обозначаются заглавной латинской буквой, начиная от R и заканчивая Z. Следующие 45 открытых звёзд получают двухбуквенные обозначения: сначала от RR до RZ, затем от SS до SZ и так далее, до ZZ. Далее идёт 280 обозначений от AA до AZ, от BB до BZ и так далее, до QQ―QZ, причём буква J не используется, чтобы избежать путаницы с буквой I. Такая система позволяет обозначить по 334 переменных звезды в каждом созвездии, после чего идут цифровые обозначения с названием созвездия: V335, V336 и так далее. Такие названия, как R Андромеды, RR Лиры и V1500 Лебедя относятся именно к переменным звёздам.
Типы переменности обычно называют по прототипу ― известной или типичной звезде своего класса. Так, например, мириды получили своё название по Мире, цефеиды ― по Дельте Цефея, а переменные типа RR Лиры ― по RR Лиры.

## История изучения
Существовавшие в древности философские представления предполагали, что звёзды по своей природе являются постоянными объектами, поэтому целенаправленный поиск переменных звёзд не производился. При этом были известны новые звёзды, которые неожиданно появлялись на небе, а через некоторое время исчезали, но их не рассматривали наравне с обычными звёздами, а считали «звёздами-гостьями», как и кометы. К новым звёздам также относили и сверхновые. Сведения о таких объектах содержатся как в древних китайских, индийских и японских хрониках, так и в некоторых европейских источниках — вероятно, одну из новых звёзд наблюдал Гиппарх.
Первой открытой переменной звездой, кроме новых и сверхновых, была Мира. В 1596 году Давид Фабрициус открыл эту звезду, когда она имела вторую звёздную величину, и обнаружил, что её блеск постепенно снижается. Затем она перестала быть доступной для наблюдений, и Фабрициус перестал следить за её областью неба, но в 1609 году снова обнаружил звезду. Её также наблюдал Иоганн Байер в 1603 году и дал ей обозначение Омикрон Кита, но Байеру не было известно о её переменности. Открытие этой звезды вызвало большой интерес, и за ней закрепилось название Мира (от лат. mira — удивительная). В 1667 году Исмаэль Буйо обнаружил периодичность в изменениях блеска Миры.
Существует гипотеза, что средневековым арабским астрономам было известно о переменности Алголя. Эта гипотеза основывается на том, что название звезды в переводе с арабского означает «демон», но, по всей видимости, эта гипотеза неверна. Достоверно переменность этой звезды обнаружил Джеминиано Монтанари в 1669 году.
Первоначально количество известных переменных звёзд росло медленно. Так, в списке 1786 года, который составил Эдуард Пиготт, насчитывалось 12 переменных, в списке Фридриха Аргеландера 1844 года — 18, а в каталоге Эдуарда Шёнфельда, составленном в 1875, было 143 переменных звезды. Это число стало быстро возрастать после распространения фотографии в астрономии приблизительно с 1880 года: к 1903 году число известных переменных уже достигло 1000, а к 1920 году — 4000.
В частности, большое количество переменных звёзд было открыто в Гарвардской обсерватории, где важную роль в организации наблюдений сыграл Эдуард Пикеринг. Он также известен тем, что создал Американскую ассоциацию наблюдателей переменных звёзд и разработал схему классификации переменных звёзд, которая уже имела некоторые сходства с современной. В 1908 году Генриетта Ливитт, работавшая в той же обсерватории, открыла 2400 звёзд в Малом Магеллановом Облаке. Она измерила периоды для 16 цефеид из этого множества, и обнаружила, что чем выше блеск звезды, тем больше её период. Поскольку все звёзды в Малом Магеллановом Облаке заведомо расположены практически на одном и том же расстоянии, то различия в блеске звёзд соответствуют различиям в их светимости. Тем самым Ливитт открыла зависимость между периодом и светимостью для цефеид, которая позже стала играть важную роль в астрономии.
С 1918 года и до окончания Второй мировой войны ежегодным выпуском каталогов переменных звёзд с эфемеридами занималось Немецкое астрономическое общество. После 1946 года каталогизацией стали заниматься советские, а затем и российские астрономы в ГАИШ МГУ и в Институте астрономии РАН. В 1948 году Борис Кукаркин и Павел Паренаго опубликовали первое издание Общего каталога переменных звёзд. В 2017 году был издан ОКПЗ версии 5.1.
Вместе с тем развивалось и понимание природы переменных звёзд. Например, ещё Джон Гудрайк и Эдуард Пиготт в XVIII веке предполагали, что переменность Алголя вызвана периодическими затмениями. Идею о том, что пульсации звёзд могут приводить к изменению их блеска, впервые выдвинул Август Риттер в 1873 году, а около 1915 года Харлоу Шепли определил, что некоторые звёзды действительно пульсируют. В то же время Артур Эддингтон разрабатывал теорию, которая могла бы объяснить пульсации, а непосредственный механизм пульсаций цефеид открыл Сергей Жевакин в 1950-х годах.